# Шроузбери (Мисури)
Шроузбери (енгл. Shrewsbury) град је у америчкој савезној држави Мисури.

## Демографија
По попису из 2010. године број становника је 6.254, што је 390 (-5,9%) становника мање него 2000. године.
| Група             | 2000.         | 2010.         |
| Белци             | 6.182 (93,0%) | 5.546 (88,7%) |
| Афроамериканци    | 98 (1,5%)     | 226 (3,6%)    |
| Азијати           | 175 (2,6%)    | 243 (3,9%)    |
| Хиспаноамериканци | 112 (1,7%)    | 146 (2,3%)    |
| Укупно            | 6.644         | 6.254         |